# 7158 IRTF
7158 IRTF è un asteroide della fascia principale. Scoperto nel 1981, presenta un'orbita caratterizzata da un semiasse maggiore pari a 3,0123576 UA e da un'eccentricità di 0,1111757, inclinata di 9,65762° rispetto all'eclittica.
È stato così denominato in onore del Infrared Telescope Facility (IRTF) della NASA.